# Курский автобус
Курский автобус — система городского автобусного транспорта Курска.

## История

### Советский период (1934 — 1979 гг.)

#### Довоенный период (1934 — 1941 гг.)
- 1934 год — образована Курская область, в результате чего за Курском закрепился статус областного центра, и город получил 4 автобуса.
- Ноябрь 1934 года — открылся первый автобусный маршрут «Красная площадь — Ямской вокзал», с остановками: «Госбанк» (теперь — «Драмтеатр имени А.С. Пушкина»), «Садовая улица», «Скорняковский проезд» (теперь — «Площадь Перекальского»), «Мост» (Кировский мост), «Интернациональная улица», «Вокзал».
- Сентябрь 1935 года — пущен второй маршрут «Красная площадь — Станция Рышково».
- Январь 1936 года — запущено движение по маршруту «Ямской вокзал — город — станция Рышково». На линии работал один 40-местный автобус Автогужтреста, переделанный из грузовика[1].
- Март 1938 года — курский автогужтрест получил 3 новых 16-местных пассажирских автобуса, которые с 1 апреля стали курсировать по маршрутам Курск — Тросна, Курск — Фатеж и Курск — Обоянь[2][3].
- 13 апреля 1938 года — открылся новый маршрут «Шпили ул. Дзержинского — вокзал» с круглосуточным движением[4].

#### Послевоенный период (1953 — 1979 гг.)
- После Великой Отечественной войны пассажирские перевозки осуществляла Курская автоколонна № 9 (с 1963 года Курская автоколонна № 1307).
- июнь 1953 года — курский автотрест МПС получил первые автобусы ПАЗ-651. Они были пущены на новую автобусную линию «Курск — Старый Оскол». Рейс в один конец совершался за 6 часов[5].
- 1 августа 1953 года — автоколонна № 6 курского автотреста открыла автобусное сообщение по маршруту «Курск — Москва». Время в пути составляло 16 часов, стоимость проезда — 68 рублей 50 копеек[6].
- 1958 год — 9-я автоколонна получила первые 5 автобусов ЗИЛ-158А[7].
- 1960 год — такси выведено в самостоятельное предприятие, давшее начало ПАТП-1.
- 1979 год — Курская автоколонна № 1307 была разделена на «ПАТП-2» и «ПАТП-3». Первое занимается пассажирскими перевозками внутри города, второе в пригородах.

### Курский автобус после распада СССР (1991 — 2021 гг.)
- 2006 год — МУП «ПАТП-2» переименовывают на МУП (позднее ГУПКО) «ПАТП города Курска». «ПАТП-3» становится АО «КПАТП-1»[8].
- 2009 год — в начале января 2009 года ГУПКО «Курскэлектротранс» делает подарок ПАТП в виде 10 новых автобусов марки Неман-5201[9].  25 сентября 2009 года было приобретено 6 автобусов ЛиАЗ-5256.26-01.
- 2010 — 2018 гг. — получение небольших партий автобусов разных марок.
- 2021 год — заканчивается эксплуатация автобусов Ikarus[10]. МУП (позднее ГУПКО) «ПАТП города Курска» получило 40 подержанных автобусов ЛиАЗ-5292.21 из Москвы[11][12].

### Транспортная реформа в Курске (2022 — н.в.)
- 2022 год — заключение контракта с перевозчиком ООО «Волгоградский автобусный парк». Начало эксплуатации автобусов ЛиАЗ-5292.21, прибывших из Москвы. Предприятие МУП (позднее ГУПКО) «ПАТП города Курска» обслуживает маршруты № 7, 18, 36, 46, 50 и 53. Новый перевозчик приобрёл для города 50 новых автобусов Volgabus-5270.G4 на компримированном природном газе[13].
- ГАЗель City на конечной маршрута № 83п, 2024 год2023 год:

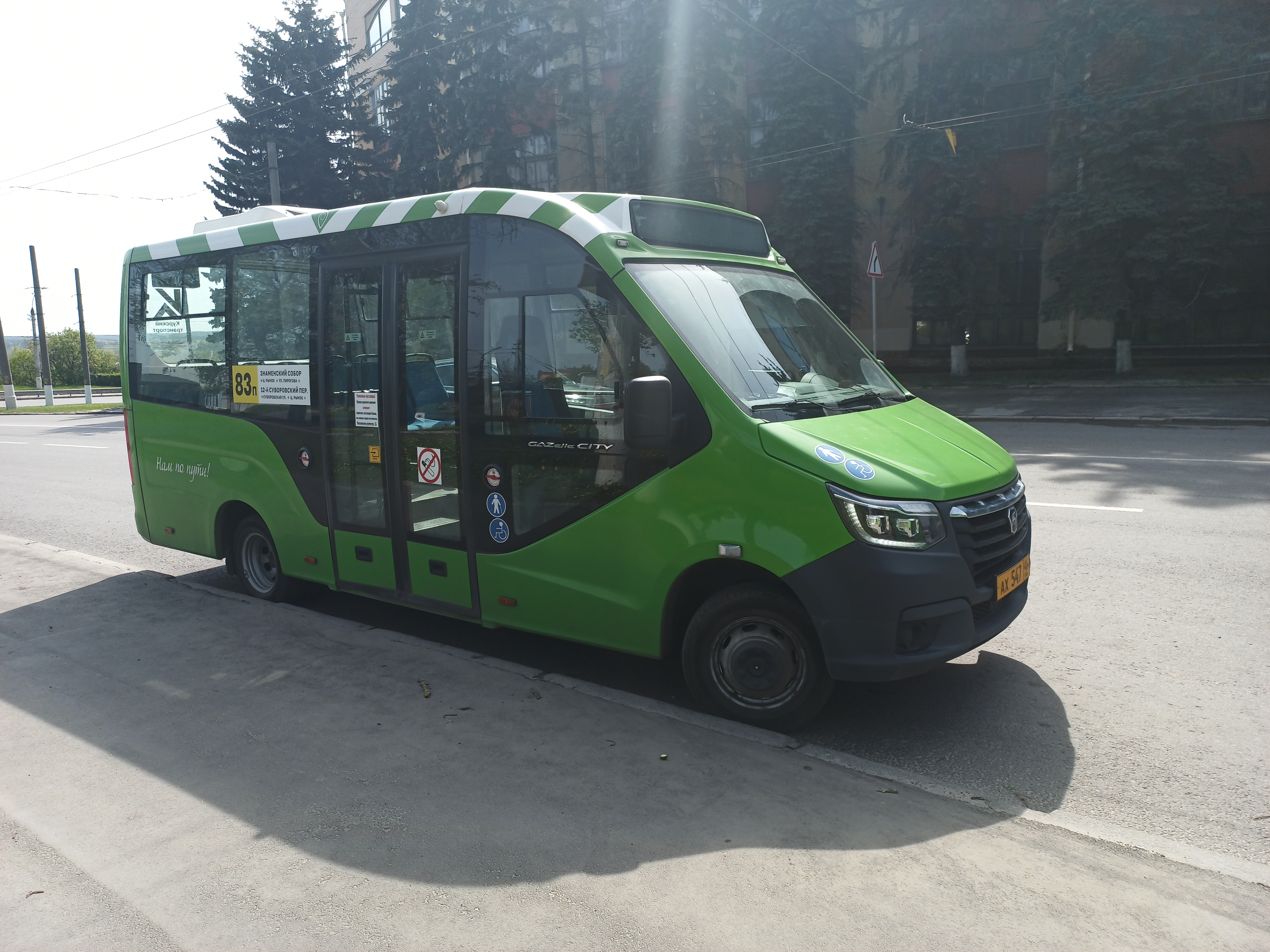
ГАЗель City на конечной маршрута № 83п, 2024 год

  - С 1 января 2023 года автобусы обслуживают три маршрута № 41, № 46 и № 50[14].
  - В июне город получает 26 автобусов ГАЗель «City»[15][16].
  - В июле ВТБ Лизинг передаёт 46 автобусов ПАЗ-320435-04 «Vector Next»[17]. 1 июля стартовал пятый этап транспортной реформы, которую запустили в тестовом режиме[18]. К сожалению, в связи с недостатком подвижного состава, было принято решение оставить 11 старых маршрутов до конца года[19][20][21][22]. 12 июля в Курск поступает партия автобусов Volgabus-4298.G4, которые с 1 августа курсируют по маршрутам № 28м, 35м, 82м и 85м[23][24].
  - С 1 сентября в Курске запускаются еще 30 автобусов Volgabus-4298.G4 на маршрутах № 15м, 94г, и 98г[25].
  - С 1 октября маршруты № 18г, 22г, 80м и 93м переходят на новую транспортную модель. Обслуживает маршруты ООО «Волгоградский автобусный парк» с подвижным составом Volgabus-4298.G4.
- 2024 год — 1 января подорожание проезда с 25/31 (карта/наличные) до 27/33 (карта/наличные)[26]. Также с первого дня 2024 года завершили работу маршруты № 61, 71, 72, 75, 91, 99, 245, 265, 273, 275, 280, работавшие по нерегулируемым тарифам («маршрутки»)[27][28]. Одновременно организованы временные маршруты № 12г, 36, 71м. Действующий маршрут № 36г вместо Южного кладбища отправлен по 1-й Степной улице до Мостовой улицы[27]. Власти Курской области сообщили, что донастройка маршрутной сети Курска продолжится и далее в 2024 году[27]. В рамках Транспортной недели 2024, которая прошла в Москве, представители Курской области заключили соглашение с организацией «Современные транспортные технологии» о предоставлении автобуса для проведения испытаний на городских маршрутах. С 4 декабря на маршрутах № 71м и 75м начинают тестировать автобусы ПАЗ Citymax 9.[29]

## Подвижной состав
Парк АО «ПАТП г. Курска» составляли автобусы Ikarus 260 и Ikarus 280, которые приходили в 1980—1995 гг. До 2008 года подвижной состав курского муниципального автобуса не обновлялся, многие автобусы находились в сильно изношенном состоянии. В начале января 2009 года ГУПКО «Курскэлектротранс» делает подарок ПАТП в виде 10 новых автобусов марки Неман-5201. 25 сентября 2009 года было приобретено 6 автобусов ЛиАЗ-5256.26-01.
Далее предприятие получало небольшие партии автобусов разных марок до 2018 года.
В 2021 году заканчивается эксплуатация автобусов Ikarus. Взамен ПАТП получает 40 б/у автобусов марки ЛиАЗ-5292.21 из Москвы. В 2022 году город заключает контракт с перевозчиком ООО «Волгоградский автобусный парк», который приобрёл для города 50 новых автобусов Volgabus-5270.G4 на компримированном природном газе. С 1 января 2023 года автобусы обслуживают три маршрута № 41, № 46 и № 50.
Далее грандиозное обновление не заканчивается. В апреле поступает ещё 8 автобусов модели Volgabus 5270.G4 КПГ. А уже 1 июня в городе открылись два автобусных маршрута № 43г СЧПУ — КЗТЗ и № 89г (замена № 289) Онкологический центр — 1-й Северо-Западный микрорайон по новой транспортной модели.
В июле 2023 года полностью началась работа новой транспортной сети, которая насчитывает 42 автобусных маршрута. Две пересадки на другие маршруты бесплатные в течение часа после оплаты проезда по банковской карте или через льготные проездные. Подвижной состав соответственно обновлён по нынешним нормам. Маршруты обслуживают как и местные перевозчики, так и иногородние.
На 2025 год маршруты обслуживают автобусы:
- большого класса: Volgabus-5270.G4, ЛиАЗ-5292.21.
- среднего класса: Volgabus-4298.G4.
- малого класса: ПАЗ-32054, ПАЗ-320435-04 «Vector Next», ГАЗ-A68R52 (ГАЗель «City»).

## Маршруты
На 2025 год в Курске работает 43 автобусных маршрута.  Типы маршрутов:
- м — магистральный, интервал движения 8 - 15 минут;
- г — городской, интервал движения 10 - 20 минут;
- п — подвозящий, интервал движения 10 - 30 минут.
- а — компенсационный.

| №   | Конечная остановка 1                                                                     | Конечная остановка 2                                                                     | Перевозчики                         | Примечания                                                                      |
| --- | ---------------------------------------------------------------------------------------- | ---------------------------------------------------------------------------------------- | ----------------------------------- | ------------------------------------------------------------------------------- |
| 2а  | ул. Пирогова                                                                             | ул. Бойцов 9 Дивизии                                                                     | ИП Ольховиков Д. С.                 | Компенсационный маршрут трамвая № 2                                             |
| 4а  | ул. Малышева                                                                             | ул. Бойцов 9 Дивизии                                                                     | ИП Ольховиков Д. С.                 | Компенсационный маршрут трамвая № 4                                             |
| 6г  | Центральный рынок                                                                        | Железнодорожный вокзал                                                                   | ИП Каратыгин А. Н.                  | С заездом на школу №12 в обоих направлениях                                     |
| 10м | Магазин «Полёт»                                                                          | Поликлиника № 7                                                                          | ООО «Волгоградский автобусный парк» |                                                                                 |
| 12г | Железнодорожный переезд                                                                  | Областная больница                                                                       | ИП Паршиков С. В.                   |                                                                                 |
| 14г | Знаменский собор                                                                         | Детский санаторий                                                                        | ИП Локтионов А. А.                  |                                                                                 |
| 15м | Железнодорожный вокзал                                                                   | Магазин «Дубрава»                                                                        | ООО «Волгоградский автобусный парк» |                                                                                 |
| 18г | Посёлок Косиново                                                                         | Площадь Перекальского                                                                    | ООО «Волгоградский автобусный парк» |                                                                                 |
| 22г | Улица Росинка                                                                            | Запрудная улица                                                                          | ООО «Волгоградский автобусный парк» |                                                                                 |
| 26п | Улица Понизовка                                                                          | Улица 50 лет Октября                                                                     | ИП Труфанов Ю. А.                   |                                                                                 |
| 28м | Посёлок Северный                                                                         | Улица Косухина                                                                           | ООО «Волгоградский автобусный парк» |                                                                                 |
| 33г | Улица Малых                                                                              | Посёлок Берёзовая роща                                                                   | ИП Амелин Д. М.                     |                                                                                 |
| 35м | Посёлок Северный                                                                         | Улица Малышева                                                                           | ООО «Волгоградский автобусный парк» |                                                                                 |
| 36г | Улица Черняховского                                                                      | Мостовая улица                                                                           | ИП Цвиров А. В.                     |                                                                                 |
| 36  | Льговский поворот                                                                        | Южное кладбище                                                                           | ИП Ольховиков Д. С.                 |                                                                                 |
| 41  | 2-я Агрегатная улица                                                                     | ТЦ «СтройГигант»                                                                         | ООО «Волгоградский автобусный парк» |                                                                                 |
| 42м | Посёлок Северный                                                                         | 2-я Агрегатная улица                                                                     | ООО «Волгоградский автобусный парк» |                                                                                 |
| 43г | Посёлок Берёзовая роща                                                                   | Улица Малышева                                                                           | ИП Андросов В. С.                   |                                                                                 |
| 44г | Улица Понизовка                                                                          | Железнодорожный вокзал                                                                   | ИП Третьяков А. В.                  |                                                                                 |
| 45п | Московская площадь — Железнодорожный переезд — Московская площадь                        | Московская площадь — Железнодорожный переезд — Московская площадь                        | ИП Коржавин А.В.                    | Полукольцевой маршрут. С заездом на железнодорожный переезд посёлка «Юбилейный» |
| 46  | Посёлок Северный                                                                         | ГКЦ «Лира»                                                                               | ООО «Волгоградский автобусный парк» |                                                                                 |
| 47п | Светлая улица                                                                            | Площадь Перекальского                                                                    | ИП Коржавин А. В.                   |                                                                                 |
| 50  | ТК «Рынок на Дериглазова»                                                                | Улица Малышева                                                                           | ООО «Волгоградский автобусный парк» |                                                                                 |
| 55г | Авиацентр                                                                                | Картодром                                                                                | ИП Дранко П. В.                     | С заездом на Онкологический центр в обоих направлениях                          |
| 59г | 3-я Агрегатная улица                                                                     | Силикатный завод                                                                         | ООО «Волгоградский автобусный парк» | С заездом на школу №12 в обоих направлениях                                     |
| 61г | Знаменский собор                                                                         | Мостовая улица                                                                           | ИП Андросов В. С.                   |                                                                                 |
| 66п | Деревня Гремячка                                                                         | Улица 50 лет Октября                                                                     | ИП Коржавин А. В.                   |                                                                                 |
| 67п | Улица Черняховского                                                                      | Аллейная улица                                                                           | ИП Коржавин А. В.                   |                                                                                 |
| 71м | ГКЦ «Лира»                                                                               | 2-я Агрегатная улица                                                                     | АО «КПАТП-1»                        |                                                                                 |
| 73м | Улица Крюкова                                                                            | СЧПУ                                                                                     | ООО «Волгоградский автобусный парк» |                                                                                 |
| 75м | Онкологический центр                                                                     | 3-я Агрегатная улица                                                                     | АО «КПАТП-1»                        |                                                                                 |
| 80м | Областная больница                                                                       | Железнодорожный вокзал                                                                   | ООО «Волгоградский автобусный парк» |                                                                                 |
| 82м | Аэропорт                                                                                 | Площадь Комарова                                                                         | ООО «Волгоградский автобусный парк» |                                                                                 |
| 83п | Знаменский собор                                                                         | Суворовская улица                                                                        | ИП Пыжов И. В.                      |                                                                                 |
| 84г | Автовокзал                                                                               | Аэропорт                                                                                 | ИП Брусенцев С. В.                  |                                                                                 |
| 85м | Орловская улица                                                                          | Железнодорожный вокзал                                                                   | ООО «Волгоградский автобусный парк» |                                                                                 |
| 88г | ТК «Рынок на Дериглазова»                                                                | 1-я Агрегатная улица                                                                     | ИП Андросов В. С.                   |                                                                                 |
| 89г | Улица Просторная                                                                         | Онкологический центр                                                                     | ИП Андросов В. С.                   |                                                                                 |
| 92п | 1-я Строительная улица — Краснополянская улица — Улица Серёгина — 1-я Строительная улица | 1-я Строительная улица — Краснополянская улица — Улица Серёгина — 1-я Строительная улица | ИП Коржавин А. В.                   | Полукольцевой маршрут                                                           |
| 93м | Яблоневая улица — Запольная улица — Улица Ленина — Яблоневая улица                       | Яблоневая улица — Запольная улица — Улица Ленина — Яблоневая улица                       | ООО «Волгоградский автобусный парк» | Полукольцевой маршрут                                                           |
| 94г | Госпиталь Ветеранов                                                                      | Железнодорожный вокзал                                                                   | ООО «Волгоградский автобусный парк» |                                                                                 |
| 98г | ТЦ «Метро»                                                                               | Перинатальный центр                                                                      | ООО «Волгоградский автобусный парк» |                                                                                 |
| 99м | Посёлок Северный                                                                         | Перинатальный центр                                                                      | ООО «Волгоградский автобусный парк» |                                                                                 |